# Perusia viridis
Perusia viridis är en fjärilsart som beskrevs av W. Warren 1907. Perusia viridis ingår i släktet Perusia och familjen mätare. Inga underarter finns listade i Catalogue of Life.